# Бур Сен Морис
Бур Сен Морис (фр. Bourg-Saint-Maurice) насеље је и општина у источној Француској у региону Рона-Алпи, у департману Савоја која припада префектури Албервил.
По подацима из 2011. године у општини је живело 7723 становника, а густина насељености је износила 43,13 становника/km². Општина се простире на површини од 179,07 km². Налази се на средњој надморској висини од 815 метара (максималној 3.823 m, а минималној 744 m).

## Демографија
| 1962. | 1968. | 1975. | 1982. | 1990. | 1999. | 2011. |
| ----- | ----- | ----- | ----- | ----- | ----- | ----- |
| 3.555 | 3.931 | 4.748 | 5.839 | 6.056 | 6.747 | 7.723 |

График промене броја становника у току последњих година

## Партнерски градови
- Алтенштајг